# Éditions de l'Épure
 (octobre 2018).
Les Éditions de l'Épure est une maison d'édition indépendante française, créée en 1991 par Sabine Bucquet-Grenet. 

## Historique
La maison d'édition Les Éditions de l'Épure publie des livres de gastronomie, de cuisine, d'alimentation, d'architecture, de design et d'arts plastiques, depuis 1991. En 2008, la collection phare « 10 façons de le/la préparer » publie une sous série de 15 titres en association avec les sites remarquables du goût. En 2023, la collection « 10 façons » est citée dans le dossier Le livre, objet de toutes les attentions du magazine Livres-Hebdo.
Initialement diffusées et distribuées par le CNRS, les Éditions de l'Épure choisissent en 1996 Les Belles Lettres, dont elles subissent l'incendie de l'entrepôt à Gasny (nuit du 29 au 30 mai 2002). À compter d'avril 2025, elles sont diffusées par Gallimard et distribuées par la Sodis.

## Prix
- Meilleur éditeur au Gourmand World Cookbook Awards, 2008
- Grand prix éditeur de l’académie nationale de cuisine, 2011
- Prix littéraire Culture-Gastronomie, 2014

## Collections
Cuisine
- Dix façons de le préparer
- Mise en appétit
- Hors collection
- Food & Design
- Un produit, un paysage
- Les petites séquences

Architecture
- Regards
- Carnets de Croquis